# After All (chanson)
Pour les articles homonymes, voir After All.
Pistes de The Man Who Sold the World
Black Country Rock
(3) Running Gun Blues
(5)
After All est une chanson écrite par David Bowie en 1970 pour l'album The Man Who Sold the World, sorti en novembre 1970 aux États-Unis et en avril 1971 au Royaume-Uni. Comme dans plusieurs de ces compositions de l'époque, s'y reflètent les influences du bouddhisme, de Friedrich Nietzsche et d'Aleister Crowley. Les biographes de Bowie l'ont qualifiée de « joyau caché de l'album » (David Buckley) et de « [l']un de ses enregistrements les plus sous-estimés » (Nicholas Pegg).

## Description
Sur un tempo de valse — notamment sur le long pont, à l'orgue —, accompagné d'une guitare aux vibrations de mandoline, ce morceau doux qui contraste avec les sonorités hard rock du reste de l'album évoque la « mélancolie mesurée, légèrement sinistre » de chansons dont le souvenir remonte à l'enfance de Bowie, comme Inchworm de Danny Kaye. Des musicologues y ont vu une sorte d'adieu au courant hippie qui imprègne les premiers albums du chanteur,, ou encore un hommage au Being for the Benefit of Mr. Kite! des Beatles.
Elle fait écho à une des premières compositions de Bowie, There Is a Happy Land (1967, album David Bowie) en ce qu'elle s'attarde aussi sur le monde de l'enfance, mais en en tirant cette fois les conclusions cauchemardesques,, au point que Nicholas Pegg la considère comme « l'une des plus effrayantes de son répertoire ». Les thématiques chères à l'auteur dans cette partie de sa carrière sont présentes : l'isolement, la paranoïa, l'inadaptation.
Comme une grande partie de l'album, le texte est teinté de bouddhisme (« impermanence », « rebirth ») et imprégné de la philosophie nietzschéenne du Surhomme (« Man is an obstacle, sad as the clown », « L'homme est un obstacle, triste comme le clown ») et d'allusions à la pensée de l'occultiste Aleister Crowley (« Live til your rebirth and do what you will », « Vis jusqu'à ta renaissance, et fais ce que tu veux »),.
Selon le producteur Tony Visconti, la base de la chanson et le vers « Oh by jingo » sont des idées de Bowie, la paternité du reste revenant à Mick Ronson et lui.

## Interprètes
- David Bowie : chant, guitare acoustique, orgue, stylophone, saxophone
- Mick Ronson : guitare acoustique et électrique
- Tony Visconti : basse, flûte à bec
- Woody Woodmansey : batterie, percussions
- Ralph Mace : synthétiseur modulaire Moog

## Reprises
Des groupes comme Siouxsie and the Banshees, The Cure et Bauhaus citent l'atmosphère gothique de After All parmi leurs influences significatives.
- Human Drama - Pin Ups (1993)
- The Mission - Goth Oddity - A Tribute to David Bowie (1996)
- Tori Amos - Strange Little Girls (2001) (face B du single)
- Billie Ray Martin - After All (2014)